# Epirrhoe tenuifasciata
Epirrhoe tenuifasciata là một loài bướm đêm trong họ Geometridae.